# 과라니 신화
투피-과라니 신화는 고대부터 현재까지 투피-과라니인에게 전해지는 신과 혼령에 관한 설화이다. 우주와 인간 창조, 제례 의식 등 투피-과라니인의 종교적 세계관을 구성한다.
과라니인은 남아메리카 중남부 지역 중에서도 파라과이와 그에 접경한 아르헨티나, 브라질, 볼리비아 일부 지역에 살고 있다. 투피인은 브라질 선주민 인구의 대부분을 차지하는 민족으로, 브라질 해안과 아마존 오지의 투피인 부락에서 살고 있다. 이들 대부분은 포르투갈 식민지 개척자들과 혼혈인 후손이다.

## 개관
과라니어는 근세까지 문자가 존재하지 않았기 때문에 과라니 신화와 전설을 전하는 문자 기록은 현재 존재하지 않는다. 따라서 과라니인의 신화와 종교는 구전 설화의 형태로 전해졌다. 그 결과 지역마다 전해지는 신과 신화에 차이가 있으며, 전승에 따라 성격이 재정립돼 역할이 극단적으로 달라지는 신들도 나타난다.
과라니인은 현대 사회에 대부분 동화됐고, 16세기에 유럽 선교사에 의해 들어온 기독교를 믿는 인구가 많아 그 전통 또한 많은 변화를 거쳤다. 그럼에도 과라니 신화로 전해지는 핵심적인 신앙은 도시 밖의 많은 지역에서 명맥을 이어가고 있으며, 신화도 현재까지 진화를 이어가고 있다.

## 과라니 창세 신화
과라니 창세 신화의 주역인 투파는 모든 신의 아버지다. 달의 여신인 아라시의 도움을 받고 지상으로 내려온 투파는 아레과의 어느 언덕에 다다랐고, 그곳에서 바다와 숲, 동물과 같은 만물을 창조하고 하늘에 별들을 달아 세상을 지었다.
세상을 만든 투파는 인간 한 쌍을 만들었다. 정성스런 의식을 거쳐 자연에서 얻은 여러 재료를 섞은 반죽으로 남자와 여자의 형상을 빚고 생명을 불어넣자 두 형상은 최초의 인간인 과라니인이 됐다. 과라니 신화에서는 이 과라니인 한 쌍이 모든 인간과 문명의 조상으로 여겨진다. 인간을 만든 투파는 신령들과 그들을 지상에 남겨두고 떠났다.

## 최초의 인류
투파가 창조한 인간 한 쌍의 이름은 루파베와 시파베로, 각각 '인간의 아버지'와 '인간의 어머니'라는 뜻이다. 둘은 아들 셋을 낳고 딸을 수없이 많이 낳았다. 맏아들 투메 아란두는 현인이자 과라니족의 위대한 예언자였다. 둘째 아들 마랑가투는 자비롭고 덕망있는 지도자였으며, 후일 일곱 괴수를 낳는 케라나를 딸로 두었다. 셋째 아들 자페우사는 타고난 거짓말쟁이에 도둑질을 일삼은 과라니 신화에서는 트릭스터였다. 다른 사람의 행동을 반대로 따라하며 그를 혼란에 빠뜨려 이용하곤 했는데, 결국 물에 몸을 던져 자살한다. 부활한 자페우사는 게로 다시 태어났는데, 생전에 하던 대로 걸음도 거꾸로 걷게 되는 저주를 받아 세상에 존재하는 게들이 똑바로 걷지 못하게 되었다고 전해진다.
포라시는 루파베와 시파베의 딸 중 한 명으로, 자기 목숨을 던져 일곱 괴수 중 하나인 모냐이를 죽였다. 포라시의 희생으로 다른 괴수들과 함께 악의 힘도 약해졌다고 한다.
최초의 인간 중 몇몇 사람은 죽은 후 승천해 과라니 신화에 등장하는 여러 신들 중 하나가 되기도 했다.

## 일곱 괴수

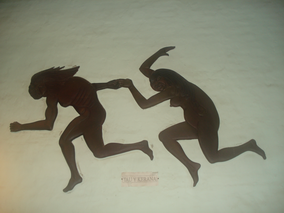
케라나에게 쫓기는 타우.

마랑가투의 딸인 케라나는 아름다운 과라니 여인이었다. 악의 화신인 타우는 케라나를 납치했고, 케라나와 타우 사이에 생긴 일곱 아들은 여신 아라시의 저주를 받아 흉측한 괴물의 모습으로 태어났다. 이 일곱 괴수는 과라니 신화에 주역으로 등장하며, 최초의 인류와 신들에 대한 여러 전승들이 명맥이 끊긴 것과는 대조적으로 이들에 대한 전설은 지금도 구전되고 있다. 이 일곱 괴수를 신앙의 대상으로 섬기는 지역도 많다. 이 일곱 괴수는 태어난 순서대로 아래와 같다.
- 테주 자구아: 도마뱀과 개가 뒤섞인 모습을 한 괴수로, 동굴과 과실을 수호한다.
- 음보이 투이: 앵무새 머리가 달린 구렁이로, 강물과 수생생물을 수호한다.
- 모냐이: 큰 뿔이 달린 구렁이 형상을 한 뭍의 신이며, 포라시의 희생으로 죽음을 맞이했다.
- 자시 자테레: 마테나무와 낮잠(시에스타)의 수호신으로, 유일하게 사람 모습을 했다.
- 쿠루피: 성애와 다산의 신으로, 긴 음경을 허리에 감고 다닌다.
- 아오아오: 거대한 페커리처럼 생긴 산과 언덕의 신이다.
- 루이손: 사람과 개가 섞인 모습이며, 죽음과 관련된 신이다.

## 그외 신들과 인물
- 앙가투피리(포르투갈어판): 선의 화신으로 타우의 대적자
- 피타조바이: 용기와 전쟁의 신
- 폼베로: 사람을 위협하거나 해를 끼치는 숲의 정령
- 아반귀: 달을 창조한 신. 커다란 코를 달고 있었는데, 이를 잘라 하늘에 던지자 달이 됐다고 한다. 과라니 문화 밖에서 수입된 신으로 추정된다.
- 주루파리(포르투갈어판): 브라질 일부 선주민 부락에서 남자들만 섬기는 신. 태양신의 사자로 문명을 전해준 인물이라는 전승과 악몽을 꾸게 하는 몽마라는 전승 두 가지가 전해진다.
- 잔데 자리: 볼리비아 파라페티 강의 신으로 "위대한 어머니"로 불린다.
- 말라비시오(스페인어판): 폭풍이 치는 밤이면 곡소리를 내며 산과 골짜기를 돌아다닌다는 유령. 흰 옷을 입은 키가 크고 아름다운 여인의 모습을 하고 있다고 한다. 남편이 바람을 피운다고 생각한 말라 비시오는 그를 죽이고 시체를 동굴로 가져가 석탄을 덮어 태웠는데, 그로부터 일곱째가 되던 밤 벼락이 치며 남편의 시체가 눈앞에 나타났고 이를 본 말라 비시오는 놀라서 죽어 유령이 됐다고 한다. 사람을 잡아먹기도 하고, 외도를 저지른 남편을 보면 손가락과 발가락을 자른다고 한다.
- 플라타 이비구이: 머리 없는 하얀 개로, 파라과이 전쟁 중 땅에 묻힌 보물의 위치를 알려준다. 보물이 묻힌 집에 나타난다고 한다.

- 하늘 재규어: 쌍둥이 형제인 해와 달의 어머니를 죽인 괴수. 어머니를 잃은 쌍둥이는 재규어 사이에서 자랐는데, 새 한 마리가 진실을 알려주자 분노하여 재규어들을 몰살했다. 임신한 재규어 한 마리만 살려두었는데, 이 재규어가 오늘날 재규어의 조상이다.[2] 과라니인에게 재규어는 두려움의 대상이자 삶과 죽음을 상징하는 동물이다. 임산부에게 재규어 고기를 먹이는 풍습이 있고, 재규어는 사당에 모신 망자의 혼을 상징하기도 한다.[3] 환자나 노인, 몸이 굼뜬 사람은 재규어에게 먹힌다고 전해지기도 한다.[4]

## 참고 자료
1. ↑  Ciferri, Alberto (2019년 8월 9일). 《An Overview of Historical and Socio-economic Evolution in the Americas》 (영어). Cambridge Scholars Publishing. 469쪽. ISBN 978-1-5275-3821-4.
2. ↑  Cadogan, León (1966). “Animal and Plant Cults in Guarani Lore”. 《Revista de Antropologia》 14: 105–124. doi:10.11606/2179-0892.ra.1966.110761. ISSN 0034-7701. JSTOR 41616561.
3. ↑  Clastres, Hélène (1968). “Rites funéraires Guayaki”. 《Journal de la société des américanistes》 57 (1): 63–72. doi:10.3406/jsa.1968.2035.
4. ↑  Clastres, Pierre (1968). “Ethnographie des Indiens Guayaki (Paraguay - Brésil)”. 《Journal de la société des américanistes》 57 (1): 8–61. doi:10.3406/jsa.1968.2034.